# El fotógrafo
El fotógrafo es una película chilena del año 2002. Es una mezcla de comedia y drama, filmada en blanco y negro y color. Dirigida por Sebastián Alarcón, protagonizada por Daniel Muñoz, Claudio Reyes, Malucha Pinto y Rodolfo Bravo. Para este último fue un estreno póstumo, debido a que falleció en noviembre de 2001.

## Sinopsis
En el Valparaíso de 1962 (a pocos días del legendario Mundial de ese año) un fotógrafo de crónica roja de un periódico se esfuerza por cumplir su sueño: crear una fotonovela que cambie para siempre el mapa de ese particular género. En su proyecto le ayudan sus vecinos y amigos, pero el fotógrafo descubrirá muy pronto que la realidad (incluso la futura) no es la mejor amiga de las utopías artísticas.

## Reparto
- Daniel Muñoz como Simón Cortázar.
- Claudio Reyes como Gardel.
- Malucha Pinto como Mercedes.
- Rodolfo Bravo como Jaramillo.
- Marcela Espinoza como Chelita.
- Rodrigo Muñoz como Moraga.
- Luz Croxatto como Ginette.
- Mauricio Pesutic
- Gonzalo Cáceres
- Silvia Novak
- Heidrun Breier
- Fernando Gallardo
- Yasna González
- Claudia Pérez

## Premios
- Premio del Público, Festival de Cine Latino de San Francisco, EE.UU, 2003.